# Garelli 125 GP
Die Garelli 125 GP war ein von Garelli in den 1980er Jahren entwickeltes Rennmotorrad für die Motorrad-Weltmeisterschaft. Mit einem innovativen Monocoque-Rahmen aus Aluminium und einem drehfreudigen Zweizylinder-Zweitaktmotor war sie eines der erfolgreichsten Motorräder der 125-cm³-Klasse dieser Zeit.

## Technik
Die Garelli 125 GP hatte einen wassergekühlten Zweizylinder-Zweitaktmotor mit rotierender Scheibensteuerung, sechs Überströmkanälen und einem nikasilbeschichteten Aluminiumzylinder. Das Gemisch wurde von zwei 29-mm-Dell’Orto-Vergasern aufbereitet. Die elektronische Zündung, ein Sechsganggetriebe und eine Trockenkupplung gehörten ebenso zur Ausstattung wie Federelemente von Marzocchi und White Power sowie Bremsen von Brembo.
Der Aluminium-Monocoquerahmen enthielt den Kraftstofftank mit 15 Litern Fassungsvermögen. Trotz dieser integrierten Bauweise wog das Motorrad nur 77,5 kg und erreichte eine Spitzengeschwindigkeit von über 230 km/h.

### Technische Daten (1986)
| Merkmal               | Garelli 125 GP (1986)                                          |
| --------------------- | -------------------------------------------------------------- |
| Motortyp              | Zweizylinder-Zweitaktmotor, wassergekühlt                      |
| Zylinder              | Aluminium mit Nikasil-Beschichtung, 6 Überströmer, 35° geneigt |
| Bohrung × Hub         | 44 × 41 mm (124,62 cm³)                                        |
| Leistung              | 46,8 PS bei 14.600/min                                         |
| Verdichtung           | 14:1                                                           |
| Gemischaufbereitung   | Zwei Dell’Orto-Vergaser, Typ PHSA, 29 mm                       |
| Zündung               | Elektronisch                                                   |
| Kupplung              | Mehrscheiben-Trockenkupplung                                   |
| Getriebe              | 6-Gang-Getriebe                                                |
| Kühlung               | Wasserkühlung, Kühlkreislaufvolumen: 1,5 l                     |
| Rahmen                | Monocoque aus Aluminium, Gewicht: 6 kg                         |
| Vorderradgabel        | Marzocchi-Telegabel, Ø 32 mm, außen einstellbar                |
| Hinterradaufhängung   | White Power, Magnesiumgehäuse, doppelt einstellbar             |
| Felgen                | Campagnolo Elektron, 18″ vorn und hinten                       |
| Bremsen vorn          | Doppelscheibe Ø 220 mm                                         |
| Bremsen hinten        | Scheibe Ø 200 mm                                               |
| Bremsanlage           | Brembo Serie „Oro“                                             |
| Bereifung             | Michelin Slicks 18″ (vorn und hinten)                          |
| Tank                  | Integriert im Rahmen, 15 l                                     |
| Leergewicht           | 77,5 kg                                                        |
| Radstand              | 1260 mm                                                        |
| Höchstgeschwindigkeit | über 230 km/h                                                  |

## Motorrad-Weltmeisterschaft
Die Garelli 125 GP war in den Jahren 1984 bis 1987 eines der erfolgreichsten Rennmotorräder der 125er-Klasse. Sie gewann drei Fahrerweltmeisterschaften mit dem Werkspiloten Ángel Nieto und Fausto Gresini.
Weltmeisterschaftstitel
- 1984: Ángel Nieto (6 Grand-Prix-Siege)
- 1985: Fausto Gresini (3 Grand-Prix-Siege)
- 1987: Fausto Gresini (10 Grand-Prix-Siege)

Weitere Erfolge
- 1985: Ángel Nieto – Vizeweltmeister (3 Grand-Prix-Siege)
- 1986: Fausto Gresini – Vizeweltmeister (4 Grand-Prix-Siege)